# Веселов Олександр Михайлович
Олександр Михайлович Веселов (29 червня 1907, Київ — 2 грудня 1969, Київ) — радянський воїн, Герой Радянського Союзу, в роки радянсько-фінської війни стрілець 331-го стрілецького полку 100-ї стрілецької дивізії 7-ї армії Північно-Західного фронту, червоноармієць.

## Біографія
Народився 29 червня 1907 року в Києві в сім'ї робітника. Українець. У 1918 році його батьки загинули. Виховувався в дитячому будинку, потім у трудовій колонії.
У 1939 році призваний до лав Червоної армії. Учасник радянсько-фінської війни 1939—1940 років. 29 лютого 1940 року рядовий Веселов в бою під Виборгом в критичний момент атаки замінив пораненого командира відділення. Уміло й твердо керував підлеглими, завдяки чому відділення успішно виконало бойове завдання. Неодноразово проявляв мужність і героїзм у розвідці, добуваючи цінні відомості про ворога. В одному з боїв отримав три поранення, але залишився в строю.
Указом Президії Верховної Ради СРСР від 21 березня 1940 року за зразкове виконання бойових завдань командування на фронті боротьби з фінською білогвардійщиною і проявлені при цьому відвагу і геройство червоноармійцеві Олександру Михайловичу Веселову присвоєно звання Героя Радянського Союзу з врученням ордена Леніна і медалі «Золота Зірка» (№ 390).
Незважаючи на отримане важке поранення, він на початку радянсько-німецької війни знову добровільно пішов на фронт. 25 червня 1941 року, на радянсько-румунському кордоні, діючи в складі розвідки, він був контужений. Після одужання, в 1942 році, знову вирушив на фронт. 7 грудня 1943 року важко поранений в голову. Демобілізований як інвалід 2-ї групи.

Могила Олександра Веселова

Жив у Києві. Помер 2 грудня 1969 року. Похований у Києві на Лук'янівському військовому кладовищі.

## Нагороди
Нагороджений орденом Леніна, Червоної Зірки, медалями.